# Arrondissement administratif d'Arlon
Pour les articles homonymes, voir Arlon (homonymie).
L'arrondissement administratif d'Arlon est un des cinq arrondissements administratifs de la province belge de Luxembourg, situés en Région wallonne, centré autour de la ville belge d'Arlon. Il compte environ 65 000 habitants et correspond en grande partie au Pays d'Arlon.
L’arrondissement fait partie de l’arrondissement judiciaire du Luxembourg.
Selon des statistiques fiscales récentes, Arlon est l'arrondissement le plus riche de Belgique.

## Géographie
Il se situe dans le sud-est de la province de Luxembourg. Il est délimité par la frontière luxembourgeoise qui le sépare au nord-est du canton de Redange, à l’est du canton de Capellen et au sud-est du canton d'Esch-sur-Alzette. Il est en outre délimité au sud par la frontière française qui le sépare du canton de Mont-Saint-Martin situé dans l’arrondissement de Briey en Meurthe-et-Moselle et région Lorraine. Le tripoint Belgique-France-Luxembourg se situe donc dans le sud-est de l’arrondissement, plus précisément dans la commune d’Aubange.

### Entités limitrophes
| Arr. de Neufchâteau | Arr. de Bastogne                | Canton de Redange (L)         |
| Arr. de Virton      | Arrondissement d'Arlon          | Canton de Capellen (L)        |
|                     | Canton de Mont-Saint-Martin (F) | Canton d'Esch-sur-Alzette (L) |

## Histoire

### Création
L'arrondissement d'Arlon a été créé en 1823 lors du rassemblement des cantons d'Arlon et Messancy pris sur l'arrondissement de Luxembourg, ainsi que de quelques communes des arrondissements de Neufchâteau et Diekirch.
Il se compose des communes suivantes :
- Canton d'Arlon : Arlon, Attert, Autelbas, Guirsch, Heinsch, Hobscheid, Koerich, Nobressart, Post, Schadeck, Septfontaines, Steinfort, Thiaumont et Toernich.

- Canton de Diekirch :

- Canton de Messancy : Aix-sur-Cloie, Athus, Bascharage, Clemency, Garnich, Guerlange, Habergy, Halanzy, Hautcharage, Hondelange, Lamadelaine, Meix-le-Tige, Messancy, Oberkorn, Rachecourt, Rodange, Sélange et Wolkrange.

- Canton de Neufchâteau :

### Scission du Luxembourg
Lors de la scission du Luxembourg décidée par la signature du traité des XXIV articles (19 avril 1839) et mise en place par la convention des limites signée à Maastricht le 7 aout 1843, la frontière entre la Belgique et le Luxembourg coupe l’arrondissement en deux. 18 communes sont cédées au Luxembourg et quelques petits territoires y sont rattachés. Parmi elles, les communes suivantes deviennent luxembourgeoises : Bascharage, Clemency, Garnich, Hautcharage, Hobscheid, Koerich, Lamadelaine, Oberkorn, Rodange, Septfontaines ou encore Steinfort.

### Période belge
En 1906 eurent lieu quelques rectifications de frontière entre les communes d'Aubange et Halanzy et la France.

### Période moderne
À la suite de la fusion des communes de Belgique de 1977, les communes de Meix-le-Tige et Hachy furent cédées à l'arrondissement de Virton en échange de deux morceaux du territoire d'Habay.
Jusqu’au 1er avril 2014, l’arrondissement faisait partie de l’arrondissement judiciaire d'Arlon qui comprenait aussi l'arrondissement administratif de Virton.

## Communes et leurs sections

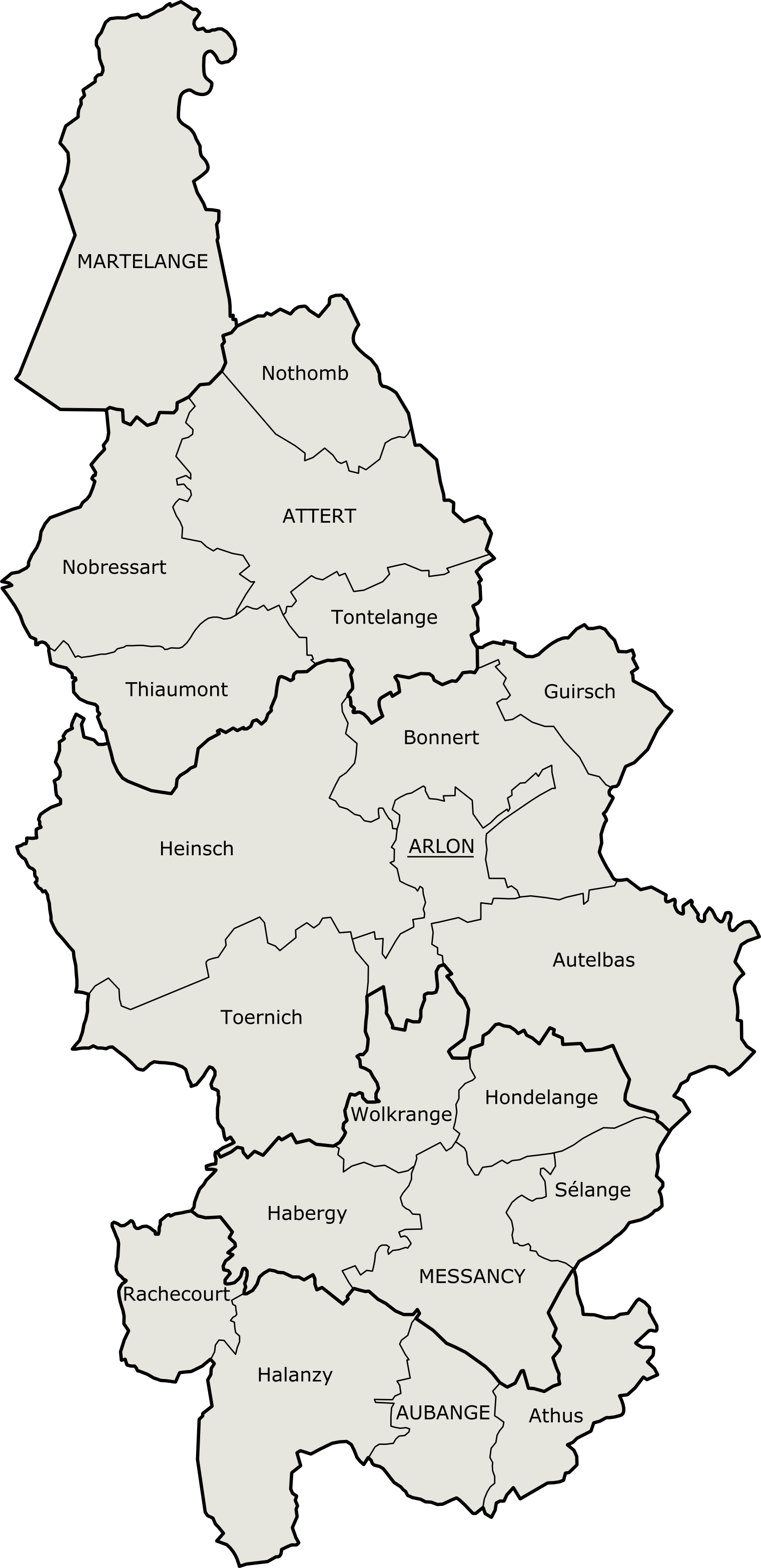
Carte des communes et de leurs sections dans l’arrondissement d’Arlon

### Communes
- Arlon
- Attert
- Aubange
- Martelange
- Messancy

### Sections
- Arlon
- Athus
- Attert
- Aubange
- Autelbas
- Bonnert
- Guirsch
- Habergy
- Halanzy
- Heinsch
- Hondelange
- Martelange
- Messancy
- Nobressart
- Nothomb
- Rachecourt
- Sélange
- Thiaumont
- Toernich
- Tontelange
- Wolkrange

## Démographie
Le graphique suivant reprend sa population résidente.
- Source: DGS , de 1830 à 1970=recensements population; à partir de 1980 = nombre d'habitants chaque 1 janvier[1]